# Sint-Genovevakerk (Oplinter)
De Sint-Genovevakerk in het Belgische dorp Oplinter is opgetrokken in Brabantse gotiek en dateert uit de veertiende eeuw.

## Architecturale kenmerken
De romaanse toren van de dertiende eeuw. De kerk kwam in de plaats van een nog oudere kerk waarover in een oorkonde van 1159 al melding wordt gemaakt. De Sint-Genovevakerk heeft de vorm van een Latijns kruis en telt drie beuken. Er zijn twee schitterende portalen, een aan de noord- en een aan de zuidkant. De kapel van Sint-Genoveva met zijn grote ramen in flamboyante gotiek dateert waarschijnlijk van de vijftiende eeuw, de kapel van Onze-Lieve-Vrouw van de zestiende eeuw. Het kerkorgel van F.B. Loret, gebouwd in 1870, is vermaard. Het monumentale triomfkruis uit de dertiende eeuw is afkomstig van de abdij Maagdendaal.

## Geschiedenis
De kerk kreeg het zwaar te verduren tijdens de opeenvolgende oorlogen. Ze werd in 1489 door Oostenrijkse troepen geplunderd en vernield. De herstellingen waren vergeefs: tijdens de Tachtigjarige Oorlog hielden vreemde troepen verscheidene malen lelijk huis in Oplinter. In 1551 moest dringend worden ingegrepen want het regende binnen in de kerk. Het gebinte en de eiken balken waren al zo rot dat het gevaarlijk werd het gebouw te betreden. In 1597 waren opnieuw herstellingen nodig na een brand. Nadat beeldenstormers alle relikwieën hadden geroofd werden in 1606 de altaren opnieuw gewijd. In 1676 stortten de gewelven van de middenbeuk en van het hoogkoor in. Ze werden vervangen door een plafond met financiële steun van de abdis van Maagdendaal. Het oorlogsgeweld bleef duren. Tijdens de volgende eeuw werd de kerk nog twee keer in brand geschoten.
De begankenis tot de heilige Genoveva bracht van de dertiende tot de zestiende eeuw ontelbare pelgrims naar Oplinter en voor hen moest logies worden voorzien. Omdat het daartoe gebouwde Sint-Genovevagasthuis lang niet alle bedevaarders kon ontvangen werden links en rechts van de kerktoren de nog steeds bestaande bijgebouwen opgetrokken met haardvuur en slaapgelegenheid voor bedevaarders. Ook in de kerk zelf, in de koren van Onze-Lieve-Vrouw en van Sinte-Genoveva, werden bedden geplaatst zodat de kapellen als ziekenzalen konden dienen voor de pelgrims.

## Afbeeldingen

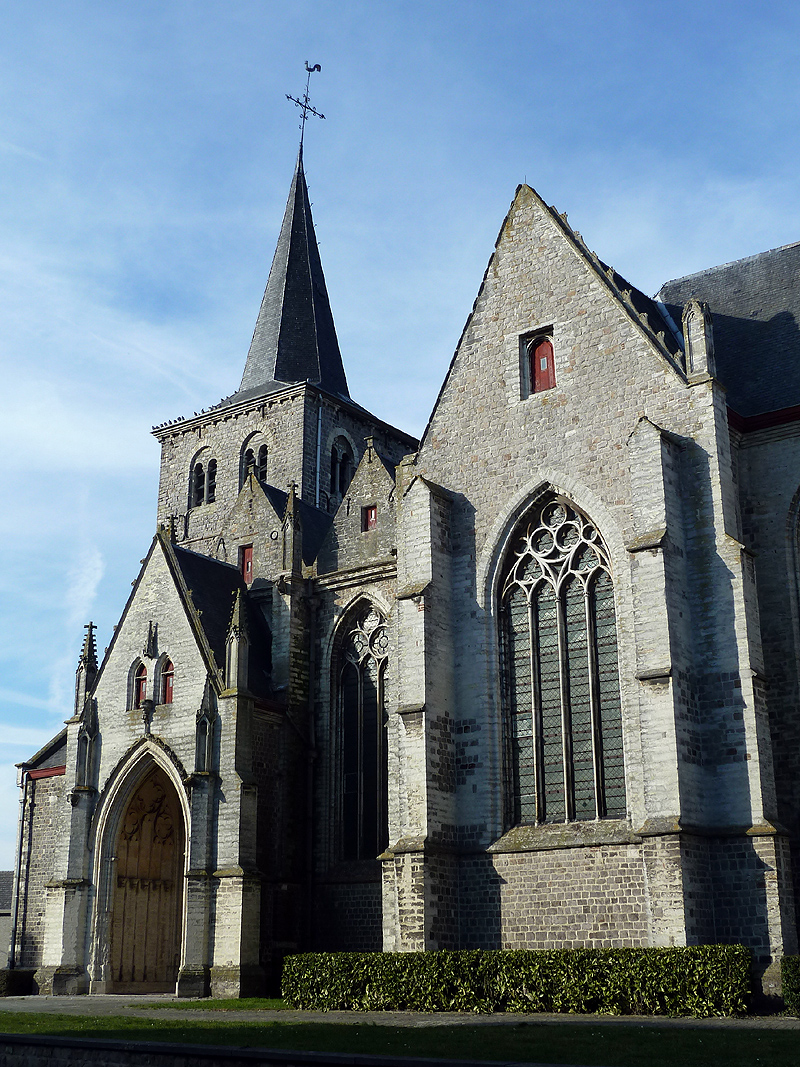
Sint-Genoveva: portaal zuid
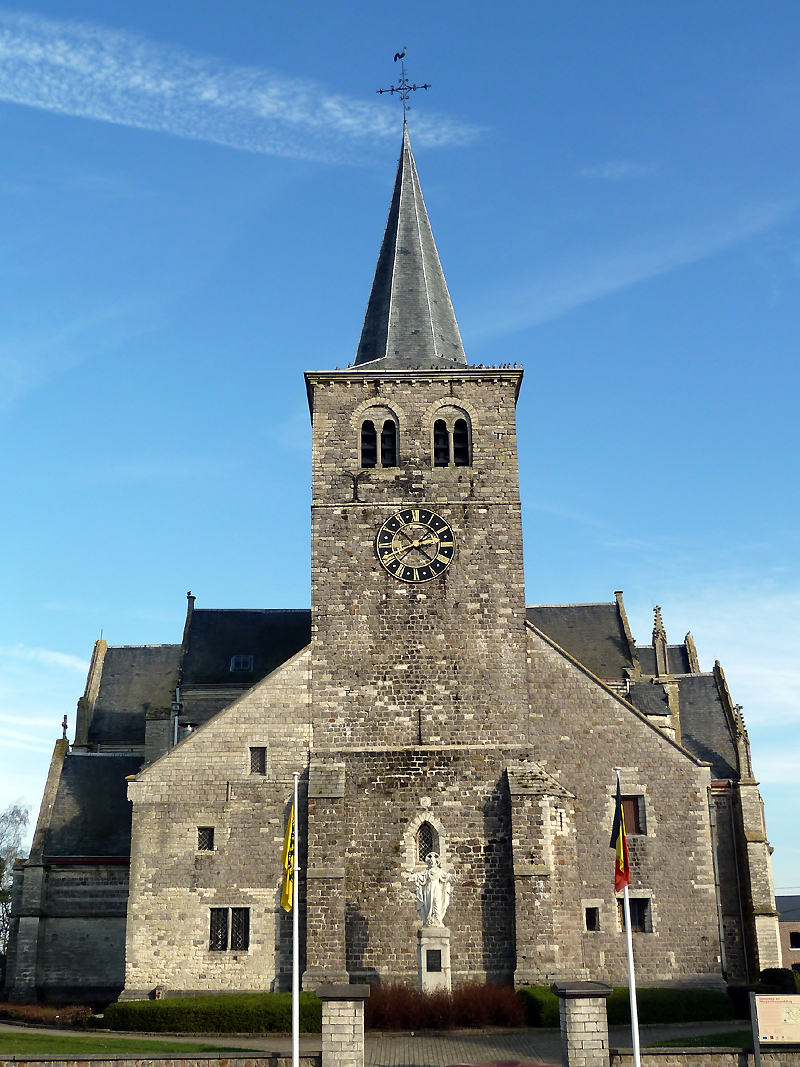
Sint-Genoveva: toren met pelgrimsverblijven links en rechts